# Scie à déligner
Une scie à déligner, ou scie à refendre, est une scie conçue pour couper le bois dans le sens du fil du bois, par opposition à la scie à tronçonner.  Les scies à déligner peuvent être petites ou grandes, manuelles ou mécaniques.  
Les dents d'une scie à déligner sont conçues et affûtées pour couper le bois dans le fil. Chaque dent agit comme un petit rabot qui retire un copeau.